# Georg Ignatius von Lubomirsky

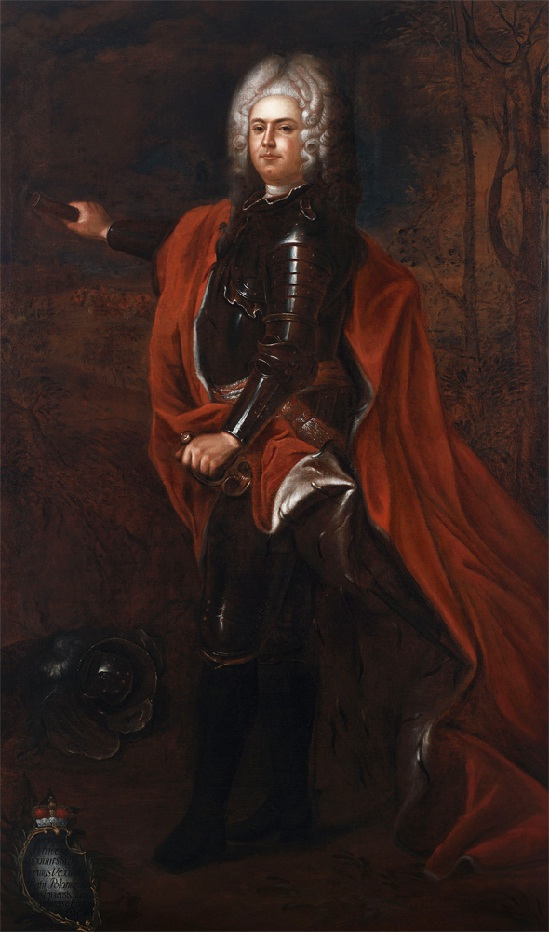
Georg Ignatius von Lubomirsky (1691–1753)

Georg Ignatius von Lubomirsky (auch Lubomirsky-Rzeszów, * 15. März 1691; † 19. Juli 1753) war Reichsgraf von Wisnitz und Jaloslau, Großfähnrich von Kronpolen, Starost von Mäva, Soles und Ratug, königlich polnisch-sächsischer General der Kavallerie. Ferner war er Chef eines Dragoner-Regiments und Träger des polnischen Ordens vom weißen Adler und einer der ersten Ritter des sächsischen St. Heinrich-Ordens.

## Herkunft
Seine Eltern waren Hieronymus von Lubomirsky († 20. April 1706) und dessen Ehefrau, die Fürstin Anna Viktoria von von Altenbockum (Boukom), († 22. Dezember 1707).

## Leben
Er war sächsischer Oberst und kommandierte eine Brigade der Garde du Corps. Am 1. Dezember 1714 wurde er zum Generalmajor befördert. Am 16. Juni 1730 wurde er Generalleutnant. Den sächsischen St. Heinrich-Orden erhielt er am 7. Oktober 1736, dem Stiftungstag des Ordens und im Jahr 1740 erhielt er das polnische Dragonerregiment des Generals Miers. Am 18. Mai 1742 wurde er General der Kavallerie, 1747 wurde er noch Kron-Großfähnrich von Polen.

## Familie
Er heiratete 1725 die Gräfin Maria Magdalena Bielinska († 20. April 1730), geschieden von General Boguslaus Ernst von Dönhoff († 24. März 1734), eine ehemalige Mätresse Augusts des Starken. Das Paar hatte mehrere Kinder:
- Theodor (* 15. August 1726; † 20. April 1761), russischer Generalleutnant ⚭ 1753 Eleonore Johanne von Malachowsky († April 1761)
- Maria Josepha ⚭ Graf Adam Karl Poninsky, Groß-Korn-Schatzmeister
- Georg Joseph († 1798), 1773 Ritter des Hubertus-Ordens
- Barbara

⚭ 1772 Fürst Caspar von Lubomisky (* 1734; † 1779), russischer Generalleutnant
⚭ 1781 Fürst Calixt von Poninsky
Nach dem Tod seiner ersten Frau heiratete er am 28. Februar 1737 die Freiin Johann Charlotte von Stain (* 1. März 1724; † 30. September 1783). Das Paar hatte mehrere Kinder:
- Adolph (1738–1775), Ritter des Hubertus-Ordens
- Franziskus (Franz, Franziszek Ksawery) (* 1752; † 15. Dezember 1812), Starost von Biecz, russischer Generalleutnant[3] ⚭ Agathe Mossakowsky (1757–1797)